# Parafia Nawiedzenia Najświętszej Maryi Panny w Strzałkowie
Parafia Nawiedzenia Najświętszej Maryi Panny w Strzałkowie – parafia rzymskokatolicka, znajdująca się w archidiecezji częstochowskiej, w dekanacie Radomsko – św. Lamberta.

## Dotychczasowi proboszczowie
Źródło: oficjalna strona Parafii
- ks. Edward Banaszkiewicz (1937–1945)
- ks. Jan Wacławiak (1945–1948)
- ks. Aleksander Witczak (1948–1959)
- ks. Stefan Koral (1959–1992)
- ks. Wiesław Adam Płomiński (1992–2000)
- ks. Maciej Andrzej Klekowski (2000–2008)
- ks. Jacek Karol Zieliński (2008–2011)
- ks. Zbigniew Berdys (2011–2021)
- ks. Mariusz Jędrzejczyk (od 2021)